# 치동초등학교
치동초등학교(治東初等學校)는 대한민국 경기도 화성시에 있는 공립 초등학교이다.

## 연혁
- 2017년 7월 1일 : 개교